# Loukas Mavrokefalidis
Loukas Mavrokefalidis, en griego Λουκάς Μαυροκεφαλίδης, (nacido el 25 de julio de 1984 en Jeseník, Checoslovaquia) es un jugador de baloncesto griego que pertenece a la plantilla del Ionikos Nikaias B.C. de la A1 Ethniki griega. Con 2,11 metros de estatura, juega en la posición de pívot.

## Trayectoria deportiva

### Profesional
Comenzó su carrera profesional en el PAOK Salónica, donde a las órdenes de Bane Prelević evolucionó en el puesto de pívot. En 2006 promedió 16,7 puntos y 8,4 rebotes por partido, lo que le hizo participar en el All-Star de la liga griega y ser elegido jugador más mejorado de la temporada.
Al año siguiente ficha por la Lottomatica Roma, donde no cumple las expectativas, promediando 7,2 puntos y 4,2 rebotes por partido, y acaba siendo traspasado al Pamesa Valencia de la liga ACB a cambio de Roberto Chiacig y Jon Stefánsson. En la liga española disputa 18 partidos, en los que promedia 3,3 puntos y 1,4 rebotes, no ejerciendo el equipo valenciano su opción de renovación.
En 2007 ficha por el Olympiacos, que al año siguiente lo cede al Maroussi BC, recuperándolo una temporada más tarde.
En 2013 ficha por el FC Barcelona con contrato hasta final de temporada.
En diciembre de 2020, firma por el Ionikos Nikaias B.C. de la A1 Ethniki griega.

### NBA
Fue elegido en la quincuagésimo séptima posición del Draft de la NBA de 2006 por Minnesota Timberwolves.